# San Francisco Shock
San Francisco Shock est une équipe américaine professionnelle d'Overwatch League basée à San Francisco. L'équipe est présente depuis la saison inaugurale de la compétition. 
Créée en 2017, elle remporte la seconde saison de la compétition. L'équipe appartient à l'homme d'affaires Andy Miller, copropriétaire de NRG Esports et de l'équipe de basket les Kings de Sacramento.

## Histoire

### Avant la compétition
Le 12 juillet 2017, Blizzard annonce que Andy Miller, président d'une des plus grosses institutions d'e-sport (jeu électronique, pratiqué en compétition) américaine qu'est NRG Esports, devient propriétaire d'une équipe d'Overwatch basée à San Francisco pour une somme estimée à 20 millions de dollars.
Le 28 septembre 2017, NRG Esports annonce la composition de l'équipe ainsi que les différents entraîneurs. Un mois plus tard, le 16 octobre, le nom de la franchise est révélée, San Francisco Shock.

### Saison inaugurale (2018)
Le premier match des San Francisco Shock se terminera sur un 0-4 contre les Los Angeles Valiant. Leur première victoire sera deux jours plus tard contre les Shanghai Dragons. Cette saison sera assez nuancée pour l'équipe de San Francisco qui terminera 9e sur 12 dans le classement final.

### Saison 2019
Durant le mercato entre les deux saisons, la composition de l'équipe change beaucoup pour accueillir des jeunes joueurs de la scène compétitive inférieurs (les Contenders). Pendant cette saison, les San Francisco Shock réussiront à réaliser un Golden Stage, c'est-à-dire gagner 7 matchs d’affilée en ne perdant aucune carte (donc ne faire que des 4-0), ce sera la première et seule équipe pour le moment à réaliser cet exploit. Ils arriveront à finir la saison en étant 2e sur 20 dans le classement final, ce qui permet à l'équipe de se qualifier en finale. Elle finira par remporter la grande finale contre les Vancouver Titans en leur infligeant un 4-0. Elle devient alors championne de la saison 2019. Jay "sinatraa" Won, joueur DPS de l'équipe sera élu meilleur joueur de la saison. 

### Saison 2020
L'équipe décide de changer de couleur pour passer des couleurs orange, gris et dorée aux couleurs gris, orange et noire. Le 28 avril 2020, Sinatraa, MVP de la saison précédente, quitte l'équipe et la scène compétitive Overwatch. L'équipe gagnera plusieurs tournois pendant la saison régulière : May Melee Tournament, Countdown Cup. L'équipe gagnera finalement la grande finale des grands play-offs contre les Seoul Dynasty sur un score de 4-2.

## L'équipe

### Joueurs actuels
| N° | Pseudo     | Nom                  | Nationalité  | Rôle    | Arrivée           |
| -- | ---------- | -------------------- | ------------ | ------- | ----------------- |
| 1  | super      | Matthew DeLisi       | États-Unis   | Tank    | 28 septembre 2017 |
| 27 | FDGoD      | Brice Monsçavoir     | France       | Support | 12 novembre 2020  |
| 11 | ChoiHyoBin | Hyobin Choi          | Corée du Sud | Tank    | 5 avril 2018      |
| 5  | smurf      | Myeonghwan Yoo       | Corée du Sud | Tank    | 18 septembre 2018 |
| 6  | nero       | Charlie Zwarg        | États-Unis   | DPS     | 30 novembre 2018  |
| 17 | Viol2t     | Minki Park           | Corée du Sud | Support | 24 octobre 2018   |
| 7  | Striker    | Namjoo Kwon          | Corée du Sud | DPS     | 3 décembre 2018   |
| 21 | Glister    | Lim Gil-seong        | Corée du Sud | DPS     | 1er décembre 2020 |
| 13 | Twilight   | Juseok Lee           | Corée du Sud | Support | 17 mai 2020       |
| 47 | ta1yo      | Sean Taiyo Henderson | Japon        | DPS     | 21 juillet 2020   |

### Organisation
| Pseudo        | Nom              | Nationalité  | Rôle                      |
| ------------- | ---------------- | ------------ | ------------------------- |
|               | Andy Miller      | États-Unis   | Fondateur                 |
| Brettbox      | Brett Lautenbach | États-Unis   | Président                 |
| WhatsUpPizzas | Cory Vincent     | États-Unis   | Vice-président            |
| Thugnasty     | Chris Chung      | États-Unis   | Manager général           |
| bikeage       | Jaime Cohenca    | États-Unis   | Assistant manager général |
| Crusty        | Daehee Park      | Corée du Sud | Coach général             |
| Junkbuck      | Jae Choi         | États-Unis   | Assistant coach           |
| Arachne       | Lee Ji-won       | Corée du Sud | Assistant coach           |
| Alined        | Daniel Lee       | États-Unis   | Analyste                  |
| Merci         |                  | États-Unis   | Analyste                  |

### Anciens membres
| N° | Pseudo     | Nom                 | Nationalité  | Rôle    | Date de départ    | Note                    |
| -- | ---------- | ------------------- | ------------ | ------- | ----------------- | ----------------------- |
| 10 | ANS        | Seongchang Lee      | Corée du Sud | DPS     | 8 janvier 2021    | → départ à la retraite  |
| 64 | moth       | Grant Espe          | États-Unis   | Support | 12 novembre 2020  | →Los Angeles Gladiators |
| 27 | Rascal     | Dongjun Kim         | Corée du Sud | DPS     | 12 novembre 2020  | →Philadelphia Fusion    |
| 3  | Architecht | Minho Park          | Corée du Sud | DPS     | 7 mai 2020        | → Hangzhou Spark        |
| 2  | sinatraa   | Jay Won             | États-Unis   | DPS     | 28 avril 2020     | → départ à la retraite  |
| 9  | Nevix      | Andreas Karlsson    | Suède        | Tank    | 10 septembre 2019 | → Toronto Defiant       |
| 0  | sleepy     | Nikola Andrews      | États-Unis   | Support | 19 avril 2019     | → Washington Justice    |
| 13 | babybay    | Andrej Francisty    | États-Unis   | DPS     | 2 avril 2019      | → Atlanta Reign         |
| 6  | Danteh     | Dante Cruz          | États-Unis   | DPS     | 18 septembre 2018 | → Houston Outlaws       |
| 66 | iddqd      | André Dahlström     | Suède        | DPS     | 22 août 2018      | → NC                    |
| 7  | nomy       | David Ramirez       | Mexique      | Tank    | 22 août 2018      | → GOATS                 |
| 10 | dhak       | Daniel Martínez Paz | Espagne      | Support | 22 août 2018      | → NC                    |
| 1  | Super      | Matthew DeLisi      | États-Unis   | Tank    | 27 mars 2022      | → départ à la retraite  |

## Résultats
| Saison | Matchs joués | Match gagnés | Matchs perdus | Pourcentage de victoire | Cartes gagnées | Cartes perdues | Cartes nulles | Différentiel de cartes | Classement (dans la ligue) | Finales         |
| ------ | ------------ | ------------ | ------------- | ----------------------- | -------------- | -------------- | ------------- | ---------------------- | -------------------------- | --------------- |
| 2018   | 40           | 17           | 23            | 45,2%                   | 77             | 84             | 5             | -7                     | 9e (sur 12)                | Non sélectionné |
| 2019   | 28           | 23           | 5             | 82,1%                   | 92             | 26             | 0             | +66                    | 3e (sur 20)                | Champions       |
| 2020   | 24           | 22           | 2             | 91,2%                   | 47             | 12             | 2             | +35                    | 3e (sur 20)                | Champions       |

### Récompenses individuelles
Sélections pour l’événement All-Star
- Architect (Park Min-ho) – 2018
- sleepy (Nikola Andrews) – 2018
- sinatraa (Jay Won) – 2019
- Super (Matthew DeLisi) – 2019, 2020
- Viol2t (Park Min-Ki) – 2019, 2020
- ChoiHyoBin (Choi Hyo-bin) – 2020
- Ans (Seonchang Lee) – 2020
- Moth (Grant Espe) – 2020

Meilleur joueur de la saison (MVP)
- sinatraa (Jay Won) – 2019

Meilleur joueur de la grande finale (Grand Final MVP)
- ChoiHyoBin (Choi Hyo-bin) – 2019
- Striker (Namjoo Kwon) – 2020

Sélections en tant que joueurs stars
- ChoiHyoBin (Choi Hyo-bin) – 2019, 2020
- Moth (Grant Espe) – 2019
- sinatraa (Jay Won) – 2019
- Super (Matthew DeLisi) – 2019
- Viol2t (Park Min-Ki) – 2020
- Ans (Seonchang Lee) – 2020